# كانارياس لكرة السلة
كانارياس لكرة السلة (بالإسبانية: Club Baloncesto Canarias)‏ هو فريق كرة سلة إسباني تأسس في سنة 1939 يقع في سان كريستوبال دي لا لاغونا، جزر الكناري. يلعب في الدوري الإسباني لكرة السلة. من أبرز لاعبيه ريكاردو غيلين.

## وصلات خارجية
- الموقع الرسمي